# Sermones (Leone Magno)
Papa Leone I, detto Leone Magno, redasse, tra i suoi scritti, diversi sermoni. Questi si sono conservati in buon numero, ben 96. I sermoni furono pronunciati a Roma in diverse occasioni, come ad esempio l'anniversario del suo pontificato e in occasione delle feste liturgiche come il Natale o la festa dei Santi Pietro e Paolo.
A differenza delle Lettere, i Sermoni (o Discorsi) sembrano essere stati trascritti da stenografi a partire da discorsi tenuti oralmente da Leone di fronte alla platea dei fedeli: questo si riflette nell'immediatezza dello stile, ma anche nel minore approfondimento sul piano teologico.
Nei sermoni si affrontano diversi argomenti liturgici: 19 sermoni trattano la Quaresima, 8 l'Epifania.